# Lijst van grootofficieren in de Orde van Oranje-Nassau

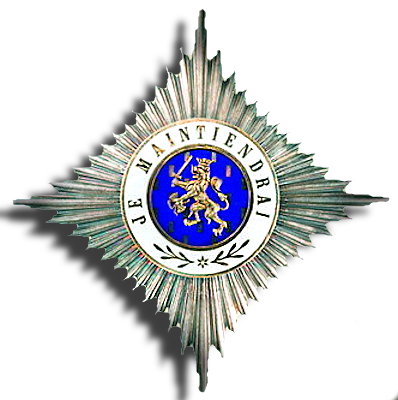
Plaque behorend bij grootofficier in de Orde van Oranje-Nassau

Dit is een lijst van in de Nederlandstalige Wikipedia opgenomen gedecoreerden als grootofficier in de Orde van Oranje-Nassau.

## A
- Jan van Aartsen (1965)
- Wil Albeda (1990)
- Jacob Algera (1958)
- Marius van Amelsvoort (1994)

## B
- Johan Willem Beyen (21 november 1956)
- Frans Beelaerts van Blokland (31 augustus 1926)
- Hugo Willibrord Bloemers (1973)
- Nico Blom (29 april 1965)
- Hans de Boer (1982)
- Kees Boertien (1992)
- Willem Boetje
- Hendrik Nicolaas Boon
- Jim de Booy (1953)
- Isaac van den Bosch
- Huibert Gerard Boumeester (militair) (29 augustus 1893)
- Jan van den Brink
- Adrianus Cornelis de Bruijn (1956)
- Jaap Burger (1979)
- Cornelis van den Bussche (1938)
- André Bourgeois

## C
- Michael Rudolph Hendrik Calmeyer (1963)
- François de Casembroot (met de zwaarden)

## D
- Piet Dankert (1994)
- Laurentius Nicolaas Deckers (1937)
- Willem Karel van Dedem
- Daniël Apolonius Delprat
- Jannes Johannes Cornelis van Dijk (1939)
- Kees van Dijk (1989)
- Wim Dik (2000)
- Piet Hein Donner (2018)
- Sipko Drijber (1933)
- Jean-Luc Dehaene

## E
- Edzo Hommo Ebels (1954)
- Wim van Eekelen (1988)
- William Charles de la Try Ellis (1972)

## F
- Eduard Fokker (1928)
- Karl Fiehler (1939)

## G
- Wilhelm Friedrich de Gaay Fortman (1978)
- Til Gardeniers-Berendsen (1982)
- James Gavin (Amerikaans generaal WOII)
- Johan Herman Geertsema Czn. (1892)
- Molly Geertsema (1983)
- Henri Gelissen (1964)
- Lubbertus Götzen (1940)
- Peter Graaff (1992) (met de zwaarden)
- Frederik Lambertus Geerling (1892)
- Carel Coenraad Geertsema
- Louis Gericke van Herwijnen
- Colin Gubbins (Brits generaal-majoor WO-II)

## H
- Jan Dirk van der Harten
- Ad Hermes (1982)
- Jan van der Hoeve (1948)
- Bert Hoffmeister (Canadees generaal-majoor WO-II)
- Govert Huijser (1988) (met de zwaarden)

## I
- Jan Willem IJzerman (1851-1932) (16 november 1925)

## J
- Cor de Jager
- Bonifacius Cornelis de Jonge (1875-1958)
- Tjibbe Joustra (2019)

## K
- Jacob Adriaan Kalff
- Jan Kan (1925)
- Jan M. Kan (1976)
- Marga Klompé (1963)
- Klaas Knot (2025)
- Hans Kolfschoten (1968)
- Henk Koning (1989)
- Hans de Koster (1973)
- Neelie Kroes (1989)

## L
- Gerard van Leijenhorst (1989)
- Maria Liberia-Peters
- Jan Tijmens Linthorst Homan (1931)
- Harry Linthorst Homan (1970)
- Hans Linthorst Homan (1931)

## M
- Victor Marijnen (1965)
- Albert Bruce Matthews (1945) (met de zwaarden)

## N
- Octaaf van Nispen tot Sevenaer (1933)

## P
- Jacob Adriaan Nicolaas Patijn (1939)
- Harry Peschar
- Frits Philips
- Cornelis Pijnacker Hordijk
- Constantin Popa (1975)
- Jan Willem de Pous (1985)

## Q
- Johan Willem Quarles van Ufford (1946)
- Jan de Quay (1963)
- Theo Quené (1996)

## R
- Hedzer Rijpstra (1982)
- René Römer (1990)
- Carl Romme (1961)
- Charles van Rooy (1977)

## S
- Maan Sassen
- Heije Schaper (1967)
- Willem Schermerhorn (1946)
- Jan Schouten (1953)
- Jo Schouwenaar-Franssen (1965)
- Feike Sijbesma (2021)
- Jan Rudolph Slotemaker de Bruine (1939)
- Max Steenberghe (1946)
- Max van der Stoel (1982)
- Teun Struycken (1959)
- Ko Suurhoff (1958)

## T
- Morris Tabaksblat (1999)
- Marie Anne Tellegen (1959)
- Frans-Jozef van Thiel (1964)
- Ed van Thijn (1994)
- Edzo Toxopeus (1980)
- Felipe Tromp (1992)
- Maurits Troostwijk (1984)

## U
- Joop den Uyl (1982)

## V
- Chris van Veen (1984)
- Koos Verdam (1980)
- Gerard Veringa (1993)
- Hubert Verwilghen
- Willem de Vlugt (1929)
- Anne Vondeling (1974)
- Arthur Eduard Joseph van Voorst tot Voorst
- Maarten Vrolijk (1984)

## W
- Gerard van Walsum (1965)
- Charles Welter (1933)
- Peter Wennink (2024)[1]
- Jan Wentholt
- Hendrik Hermanus Wemmers (1962)
- Hans Wiegel (1994)
- Robbie Wijting
- Jacob Adriaan de Wilde (1939)
- Herman Witte (1959)

## Z
- Henk Zeevalking
- Piet van Zeil (1986)